# Christina (chanson)
Pour les articles homonymes, voir Christina.
Singles de Anaïs
Mon Cœur, Mon Amour Do I Have You Attention ?
Pistes de The Cheap Show
Elle sort qu'avec des blacks Intermède : Pendant ce temps là en Écosse
Christina est le second single extrait de l'album d'Anaïs, The Cheap Show. Sorti en 2006, il ne sera pas commercialisé en single physique mais uniquement en téléchargement. Il est donc réenregistré en version studio pour l'occasion et non en live comme sur l'album.